# Facultad de Bellas Artes (Universidad Complutense de Madrid)
La Facultad de Bellas Artes de la Universidad Complutense de Madrid (UCM) se creó en 1978 como parte final de la integración de las enseñanzas artísticas en los estudios universitarios.  Las Escuelas de Bellas Artes se pusieran bajo la autoridad de los rectores de cada universidad.
La integración definitiva incorpora la experiencia pedagógica y creativa de la Escuela de Bellas Artes de San Fernando, vinculada a la Academia del mismo nombre desde 1752 (año en el que el rey Fernando VI nombró al ministro José de Carvajal y Lancaster Protector y Presidente de la institución), y la tradición humanística, científica e investigadora de la Universidad Complutense de Madrid. Su festividad patronal es el 30 de mayo, día de la muerte de Fernando III el Santo.

## Estudios

### Titulaciones de grado
- Grado en Bellas Artes
- Grado en Conservación y Restauración Patrimonio Cultural.
- Grado en Diseño.[9]

### Titulaciones de máster
- Máster Universitario en Conservación del Patrimonio Cultural.
- Máster Universitario en Dibujo y Gráfica Contemporánea.
- Máster Universitario en Diseño.
- Máster Universitario en Educación Artística en Instituciones Sociales y Culturales.
- Máster Universitario en Escultura Contemporánea.
- Máster Universitario en Investigación en Arte y Creación.

### Programa de doctorado
- Doctorado en Bellas Artes.

## Departamentos
La Facultad de Bellas Artes actualmente está integrada por los siguientes departamentos:
- Departamento de Dibujo y Grabado.
- Departamento de Diseño e Imagen.
- Departamento de Escultura y Formación Artística.
- Departamento de Pintura y Conservación-Restauración.

## Equipo de Gobierno
- Decana: Raquel Monje Alfaro.
- Vicedecana de Estudios y Planificación Docente: Mª del Mar Mendoza Urgal.
- Vicedecano de Calidad, Innovación y Transparencia: José Carlos Espinel Velasco.
- Vicedecana de Investigación, Transferencia y Doctorado: Ruth Chércoles Asensio.
- Vicedecana de Acción Cultural, Patrimonio y Comunicación: Linarejos Moreno Teva.
- Vicedecana de Movilidad, Empleabilidad y Emprendimiento: Juanita Bagés Villaneda.
- Vicedecana de Estudiantes, Inclusión, Igualdad y Mediación: Sonia Cabello García.
- Secretaria Académica: Noelia Antúnez del Cerro.
- Gerente: Beatriz González López-Plaza.

## Otros servicios y asociaciones[10]

### Grupos y Asociaciones
- Rugby Fem. Bellas Artes

De todas las asociaciones deportivas de la Facultad, la más conocida (Tanto por su actividad como por número de integrantes) es el equipo de Rugby Femenino. Su lema es "¿Qué coloca más? ¡El aguarrás!", haciendo un juego de palabras con el consumo de estupefacientes, con una ingeniosa alusión a los químicos disolventes utilizados por los estudiantes a la hora de pintar.
- Cant-Arte: Asociación de teatro musical

Grupo de teatro musical de la facultad de bellas artes de la Complutense. Se consideran a sí mismas como unas "reinas del drama".
- ToonMates: Asociación de animación e ilustración

Es una de las mayores asociaciones de la Facultad. Se centran en los campos de la animación e ilustración. Están detrás de talleres, masterclasses, ponencias... Próximos al Decanato de la Facultad.
- Asociación "Odessa Galería de Arte"

Espacio de difusión de las obras de estudiantes artistas. Abarcan los campos de la cultura visual contemporánea
- D20 en Veinte: Asociación de juegos de rol de mesa

Asociación de Juegos de Rol de la Facultad de Bellas Artes.
- Cinefilia BBAA

Cineclub de la Facultad Bellas Artes. Suelen realizar de una a dos proyecciones al mes, clasificadas a partir de ciclos temáticos (Invierno, Familia, Animación...) Plantean un debate tras la proyección.
- Grupo LanzARTE: Asociación de mecenazgo y patrocinio de estudiantes

Grupo formado por estudiantes de la Facultad, cuya principal actividad es el desarrollo y propuesta de exposiciones.
- Argamasa: Asociación y banco de materiales

Su principal función es el organizar y gestionar el banco de Materiales de la Facultad de Bellas Artes, realizando préstamos a todos los alumnos que lo necesiten.
- BBAA Se Mueve

Asociación de estudiantes provenientes del grado Bellas Artes, Diseño y Restauración, cuyo objetivo es recobrar la actividad y ocio estudiantil en la Facultad.

### Servicios de la Facultad
- Tienda de Material de Bellas Artes: ARTE 3.

Anteriormente, el local fue utilizado como librería, pero desde hace unos años viene siendo una tienda de Materiales Específicos. Realización y manofactura de lienzos, venta de papeles, materiales... Entre los estudiantes se suele bromear con el encarecimiento curso a curso de materiales como los famosos papeles Torreón, siendo debido al costo de fabricación de estos papeles y la crisis mundial debida al del coronavirus.
- Biblioteca de la Facultad de Bellas Artes

Además de una de las mejores bibliotecas específicas de las Bellas Artes en España. Es en parte heredera del fondo histórico de la Real Academia de Bellas Artes de San Fernando. Durante el año 2023 celebraron el 100 Aniversario de la Biblioteca. Se puede seguir su actividad a través de sus redes sociales.
- Museo Pedagógico de Arte Infantil (MUPAI).
- Aula de Informática.
- Cafetería.